# Saslik
A saslik a pusztai eredetű népek mindenhol ismert ételének, a nyárson, nyílt tűzön sütött húsnak (lásd a magyar rablóhúst) Oroszországban és a kaukázusi népek konyhájában ismert változata a шашлык. Elnevezése krími tatár eredetű, a şışlık szó tatár nyelven „valami a nyárson” jelentéssel bír. Mint ilyen, nem tartozik az orosz konyha történelmi ételei közzé. Oroszországban a 18. századig, nyárson általában egészben sütötték az állatokat.

## Története
A nyílt tűzön, nyárson sült hús vagy máj, valószínűleg az emberiség legelső hővel kezelt ételfélesége. A világon mindenhol ismerték. Törökországban şiş kebab, Görögországban szuvláki, Grúziában mtsvadi. A saslik formájában megtestesült változata Oroszországban a kaukázusi népek közvetítésével terjedt el. Eredetileg bárányhúsból készítették. Ma már sertéshúsból, marhahúsból, sőt pulykahúsból is készítik. Alapvetően fiatal állat húsát használják. Ebben az esetben a húst nem pácolják, csupán ha az nem eléggé zsíros, szalonnaszeletkéket tesznek rá vagy közé. Ha a saslik idős állat húsából készül, akkor ajánlatos a sütést megelőzően pácolni.

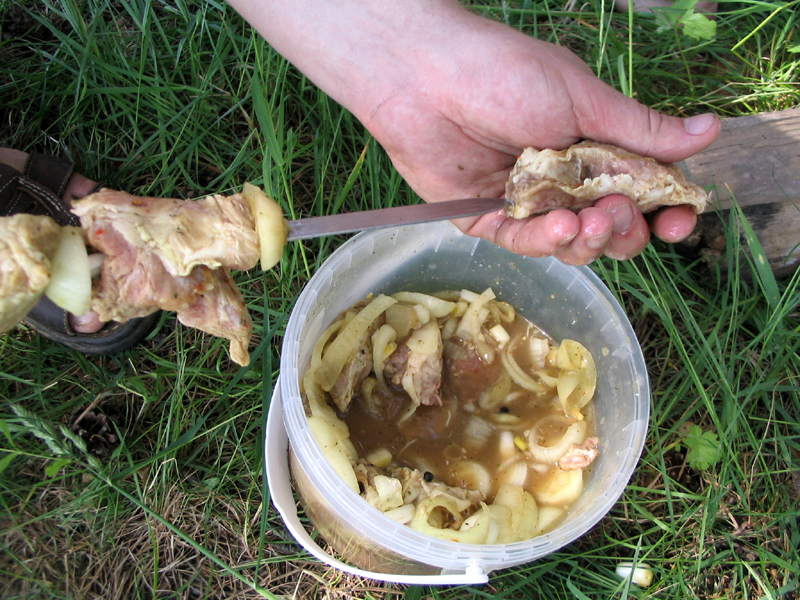
Saslik nyársrahúzása
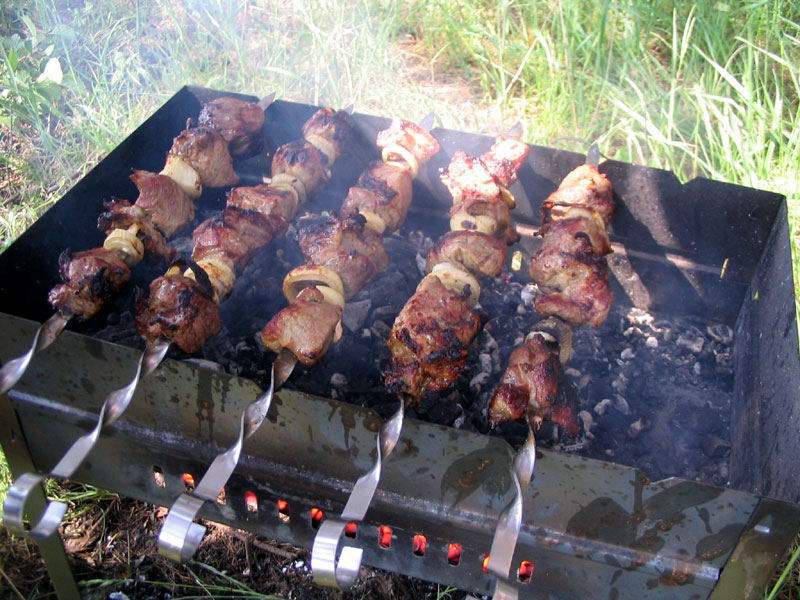
Saslik sütése
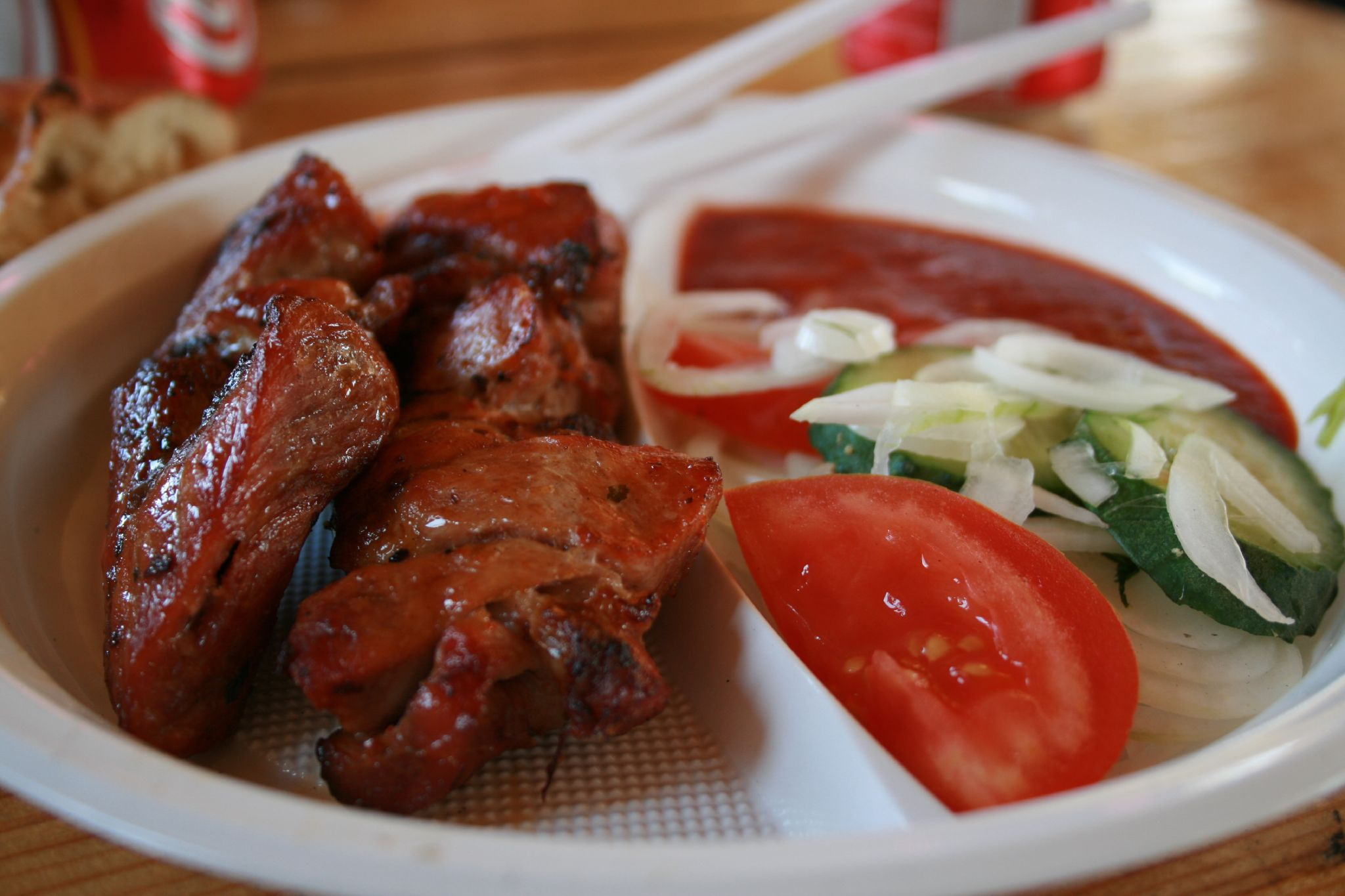
Saslik a tányéron
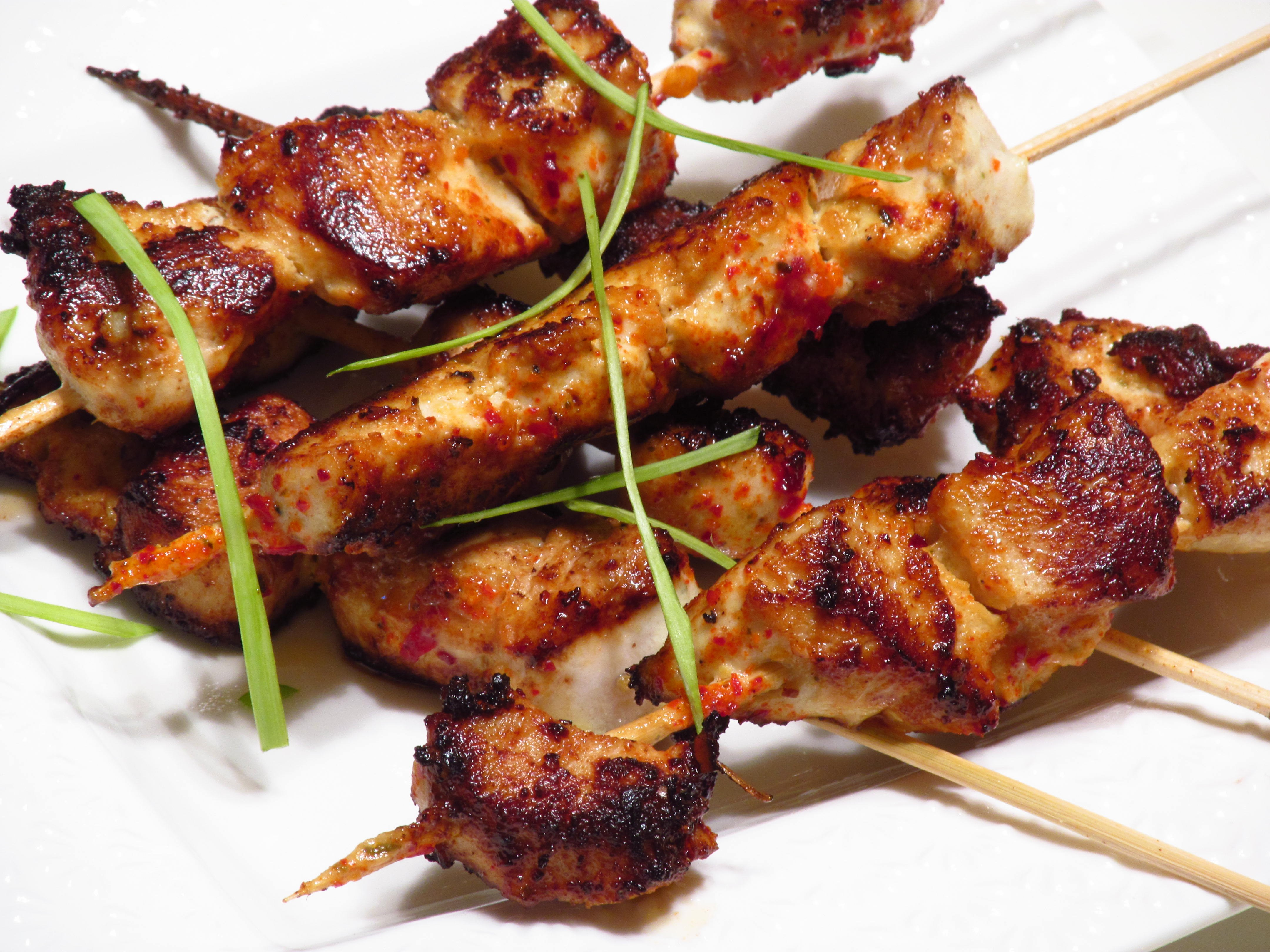
Saslik pálcikán sütve
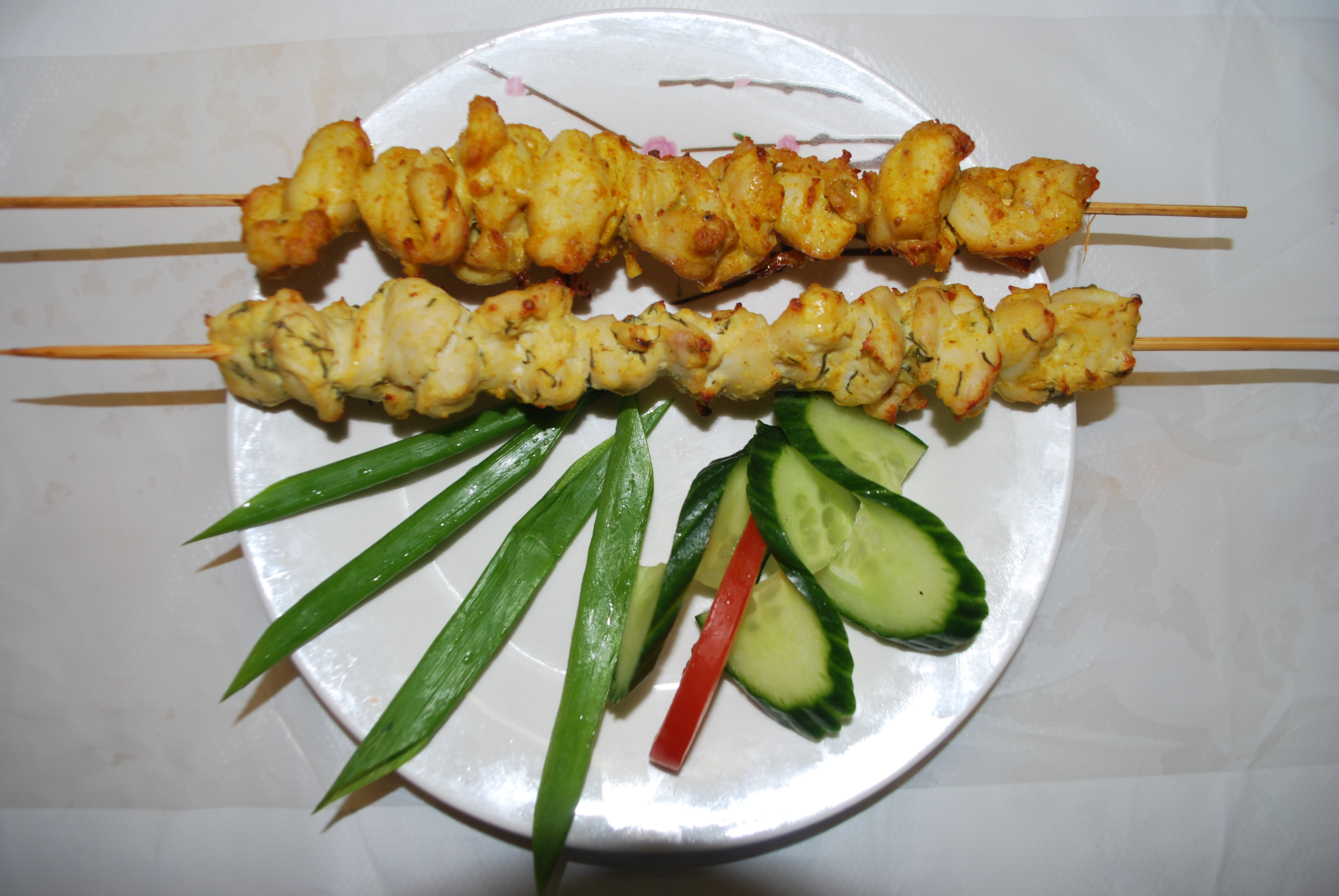
Pácolt csirke saslik
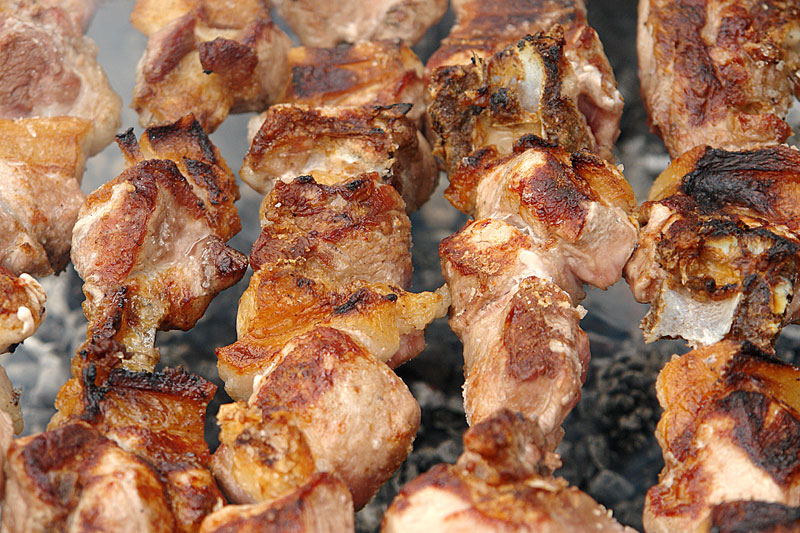
Mtsvadi a grúz saslik
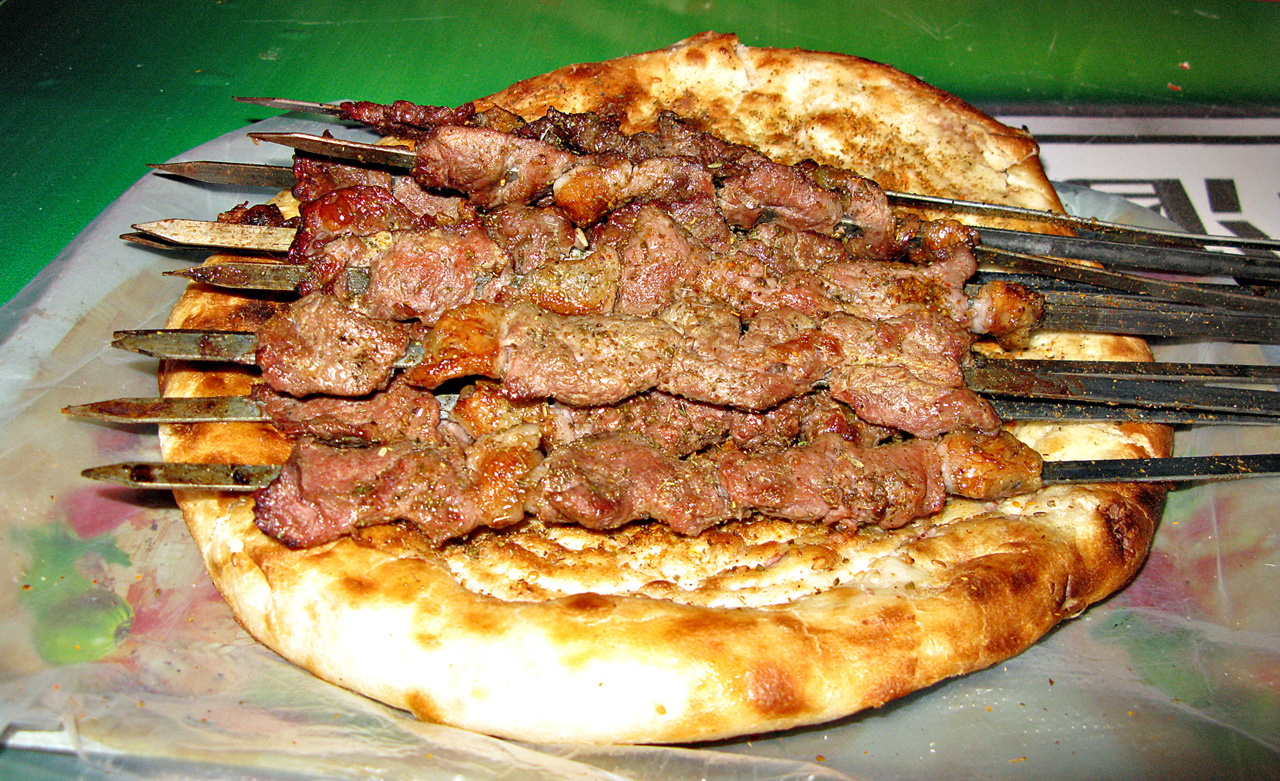
Bárányhúsos saslik kenyér tálon